# Wilhelm Heinrich Waagen
Wilhelm Heinrich Waagen (ur. 23 czerwca 1841 w Monachium, zm. 24 marca 1900 w Wiedniu) – niemiecki geolog i paleontolog.

## Życiorys
Doktoryzował się na Uniwersytecie Ludwika i Maksymiliana w Monachium. Tam też opublikował swoją pracę doktorską z geologii. W 1866 został wykładowcą paleontologii na swoim macierzystej uczelni i jednocześnie uczył księżniczkę Teresę Charlottę i księcia Arnulfa Bawarskiego, dzieci Luitpolda księcia regenta Bawarii i jego żony Augusty Ferdynandy Toskańskiej. Chociaż był doskonałym wykładowcą, ze względu na swoje zdolności w praktycznych badaniach geologicznych, nie miał w protestanckiej Bawarii większych perspektyw na karierę naukową na monachijskim uniwersytecie, gdyż był praktykującym katolikiem. W konsekwencji zaakceptował w 1870 propozycję objęcia jednego z kierowniczych stanowisk w wyprawie geologicznej do Indii.
W 1875 powrócił na stałe do Europy, wyczerpany klimatem indyjskim. Od 1877 prowadził, cieszące się dużym zainteresowaniem, wykłady o geologii Indii na Uniwersytecie Wiedeńskim. Dwa lata później został profesorem geologii i mineralogii na niemieckiej politechnice w Pradze. Od 1890 wykładał paleontologię w Wiedniu. W 1886 odmówił przyjęcia posady w Berlinie.
W 1893 został wybrany konsultantem w dziedzinie kopalnictwa (Oberbergrat) i członkiem Austriackiej Akademii Nauk.
Dzieła Waagena powstałe przed wyjazdem do Indii dotyczyły przede wszystkim Wyżyny Frankońskiej i jej skamieniałości. Jego wiekopomne dzieło dotyczy jednak prezentacji materiału paleontologicznego odnalezionego w Górach Solnych (Sakhisar) w Pendżabie. W 1869, po dokładnych studiach dotyczących znalezionych amonitów, Waagen udokumentował swą teorię mutacji dotyczącą serii skamieniałości. Teoria ta nazywana jest też teorią ewolucji ammonitów.
Będąc młodym naukowcem, brał aktywny udział w życiu monachijskiego Kościoła katolickiego. Na dwa lata przed śmiercią napisał rozprawę na temat pierwszego rozdziału biblijnej starotestamentowej Księgi Rodzaju.

## Wydane dzieła
Waagen był jednym z wydawców periodyku naukowego Geognostische-paläontologische Beiträge wydawanego w Monachium. W latach 1894–1900 redagował w Wiedniu Beiträge zur Paläontologie Oesterreich-Ungarns und des Orients. Po śmierci Joachima Barrandego wydał kilka tomów jego Système silurien. Do najważniejszych dzieł Wilhelma Waagena zaliczane są:
- Der Jura in Franken, Schwaben und der Schweiz (Monachium 1864)
- Klassification der Schichten des obern Jura (Monachium 1865)
- Die Formenreihe des Ammonites subradiatus (Monachium 1869)
- Ueber die geologische Verteilung der Organismen in Indien (Wiedeń 1878)
- Das Schopfungsproblem w Natur und Offenbarung (Münster 1898)
- Gliederun der pelagischen Sedimente des Triassystems (Wiedeń 1895).

Wjęzyku angielskim Waagen wydał:
- Jurassic Fauna of Kutch (1873-1876)
- Productus Limestone (1879-1891)
- Fossils from the Ceratite Formation (1892).